# Gina Berriault
Gina Berriault (* 1. Januar 1926 in Long Beach als Arline Shandling; † 15. Juli 1999 in Greenbrae) war eine US-amerikanische Schriftstellerin, die hauptsächlich für ihre Romane und Kurzgeschichten bekannt war.

## Leben
Arline Shandling wurde 1926 in Long Beach, Kalifornien, als Tochter litauisch-lettischer Emigranten geboren und wuchs in Los Angeles auf. Ihr Vater gab Reisemagazine heraus, eine Tätigkeit, die sie nach dem Tod ihres Vaters als Jugendliche fortsetzte. Nach der Heirat mit John Berriault zog sie in die San Francisco Bay Area, wo sie parallel zur Erziehung ihrer Tochter kleine Zeitungsartikel und Kurzgeschichten verfasste. Besonders mit letzteren hatte sie großen Erfolg und gewann mehrere Auszeichnungen, darunter den Aga Khan Prize for Fiction des Paris Review. Ihre Heirat endete später mit der Scheidung. Lange arbeitete Berriault als Kellnerin, bevor sie dank ihrer Veröffentlichungen Dozentin für Kreatives Schreiben an der San Francisco State University wurde.
1960 veröffentlichte sie den Zukunftsroman The Descent, der im Amerika des Jahres 1964 spielt und vom Konflikt zwischen einem „Secretary for Humanity“ als US-Minister und einer sich in Bunker verschanzenden sozialen Bewegung beschreibt. 1962 veröffentlichte sie den Roman Conference of Victims, der vom Tod eines Kongresskandidaten handelte, 1965 die Kurzgeschichtensammlung The Mistress und 1966 ihren dritten Roman The Son über eine inzestuöse Mutter-Sohn-Beziehung. Eine weitere Kurzgeschichtensammlung (The Infinite Passion of Expectation, 1982) und ihr vierter Roman The Lights of Earth (1984) über die Beziehung zwischen einer Frau und ihrem verheirateten Lover folgten in den 1980ern. Wenngleich vieler ihrer Werke von Literaturkritikern gelobt wurden, blieb sie von der breiteren Öffentlichkeit weitgehend unbeachtet.
1984 wurde ihre Kurzgeschichte The Stone Boy unter gleichem Titel mit Glenn Close und Robert Duvall verfilmt. 1996 publizierte sie die gefeierte Kurzgeschichtensammlung Women in Their Beds, für die sie unter anderem den National Book Critics Circle Award und den PEN/Faulkner Award erhielt. Überraschend verstarb Berriault, mittlerweile in Sausalito lebend, im Sommer 1999 in einem Krankenhaus in Greenbrae im Alter von 73 Jahren. Ihr letztes Werk, eine Fabel mit dem Titel The Great Petrowski, wurde posthum veröffentlicht. In einem Nachruf in der New York Times wurde an „ihre knappe Prosa, ihre emotionale Präzision und ihr geschicktes Geschichtenerzählen“ erinnert.

## Ehrungen
- 1956: Aga Khan Prize for Fiction[1]
- 1996: National Book Critics Circle Award in der Kategorie „Roman“ für Women in Their Beds[1]
- 1997: PEN/Faulkner Award für Women in Their Beds[1]
- 1997: Rea Award for the Short Story für Women in Their Beds[1]

## Werke
Romane
- The Descent. Atheneum, New York 1960.
- Conference of Victims Atheneum, New York 1962.
  - Neuauflage: Afterwards. Perseus Books, New York 1998, ISBN 978-1-887178-74-7.
- The Son. New American Library, New York 1966, ISBN
- The Lights of Earth. North Point Press, Berkeley 1984, ISBN 0-86547-141-X.
  - Lichter dieser Erde: Roman. S. Fischer, Berlin 1998, ISBN 3-10-005602-7.

Kurzgeschichten
- The Mistress and Other Stories. E. P. Dutton, New York 1965.
- The Infinite Passion of Expectation: Twenty-Five Stories. North Point Press, New York 1982, ISBN 0-86547-082-0.
- Women in Their Beds: New and Selected Stories. Counterpoint, Berkeley 1996, ISBN 1-887178-10-4.

Fabeln
- The Great Petrowski: A Fable. Counterpoint, Berkeley 2000, ISBN 1-58243-074-8.

Werkausgaben
- Leonard Gardner: Stolen Pleasures: Selected Stories of Gina Berriault. Counterpoint, Berkeley 2011, ISBN 978-1-58243-740-8.